# Augusta z Saksonii-Gothy
Augusta z Saksonii-Gothy (ur. 30 listopada 1719, zm. 8 lutego 1772) – księżna Walii w latach 1736–1751, później nosiła tytuł księżnej wdowy.

## Wczesne życie
Księżniczka Augusta urodziła się w Gocie jako córka Fryderyka II i Magdaleny.

## Małżeństwo
W wieku 16 lat, nie potrafiąc powiedzieć ani jednego słowa po angielsku, wyjechała do Wielkiej Brytanii, by poślubić księcia Walii Fryderyka Ludwika. Ceremonia zaślubin miała miejsce 17 kwietnia 1736 roku w kaplicy Królewskiej w Pałacu świętego Jakuba w Londynie. Pomimo dużej różnicy wieku (Augusta była młodsza od swojego męża o 12 lat), małżeństwo wyglądało na szczęśliwe. Augusta i Fryderyk mieli dziewięcioro dzieci (ostatnie urodziło się po śmierci Fryderyka). Narodziny ich pierwszej córki, księżniczki Augusty Fryderyki, miały miejsce 31 sierpnia 1737 roku w Pałacu świętego Jakuba, gdzie Fryderyk ulokował swoją żonę, nie chcąc, by przy narodzinach córki byli obecni jego rodzice Jerzy II i królowa Karolina.
Po śmierci księcia Walii rola Augusty, jako matki następcy tronu, znacznie wzrosła. Została mianowana potencjalną regentką, co wywołało kontrowersje. Wkrótce po tym wdała się w romans z Johnem Stuartem, nauczycielem jej syna. Zmarła w wieku 52 lat na raka gardła.

## Rodzina
Miała pięciu synów i cztery córki:
- Augusta Fryderyka (31 lipca 1737–23 marca 1813) – żona Karola Wilhelma, księcia brunszwickiego na Wolfenbuttel
- Jerzy III (4 czerwca 1738–29 stycznia 1820) – król Wielkiej Brytanii i Hanoweru
- Edward August (25 marca 1739–17 września 1767) – książę Yorku i Albany
- Elżbieta Karolina (30 grudnia 1740–4 września 1759)
- Wilhelm Henryk (14 listopada 1743–25 sierpnia 1805) – książę Gloucester i Edynburga
- Henryk Fryderyk (7 listopada 1745–18 września 1790) – książę Cumberland i Strathearn
- Ludwika Anna (19 marca 1749–13 maja 1768)
- Fryderyk Wilhelm (13 maja 1750–29 grudnia 1765)
- Karolina Matylda 11 lipca 1751–10 maja 1775) – żona Chrystiana VII, króla Danii i Norwegii

## Kew Gardens
Po śmierci męża księżna Augusta powiększyła i rozbudowała Kew Gardens (Królewskie Ogrody Botaniczne w Kew). Na jej życzenie sir William Chambers wybudował wiele budowli ogrodowych, np. wybudowaną w 1761 roku chińską pagodę, która w Kew Gardens znajduje się do dziś.